# Classe Dunois
La classe Dunois est une classe de deux aviso-torpilleurs de la marine nationale française construits avant la Première Guerre mondiale à l'arsenal de Cherbourg.

## Conception
Les deux navires sont plus légers et rapides que les précédents de classe D'Iberville. Ils ne sont pas véritablement des contre-torpilleurs car ils ne possédaient pas de tubes lance-torpilles.

## Service
- Le Dunois opère durant la Première Guerre mondiale. En 1914, Il fait partie de la 2e escadre légère, dans la Manche[1].

Il offre un soutien d'artillerie au débarquement des troupes britanniques à Dunkerque.
En 1919, il est dans la Baltique pour lutter contre les bolcheviques.
Il est rayé des listes en 1920.
- Le La Hire est affecté comme navire-école des canonniers à la base navale de Toulon. Il effectue des patrouilles et des escortes en mer Méditerranée.

En 1918, il subit une refonte avec ajout de deux canons de 100 mm (modèle 1917), de six canons récents de 47 mm et de grenades anti-sous-marines.
Il est rayé des listes en 1923.

## Unités
| Nom     | Chantier             | Lancement       | Service effectif | Fin de service         | Photo |
| ------- | -------------------- | --------------- | ---------------- | ---------------------- | ----- |
| Dunois  | Arsenal de Cherbourg | 6 octobre 1897  | décembre 1898    | démoli en 1920         |       |
| La Hire | Arsenal de Cherbourg | 3 novembre 1898 | 1899             | démoli en octobre 1922 |       |